# Elecciones regionales de Venezuela de 2000
Las elecciones regionales de Venezuela de 2000 se realizaron el 30 de julio. A partir de estas elecciones se aumenta el período de gobernadores y alcaldes a 4 años luego de aprobarse en 1999 una nueva Constitución.

## Gobernadores electos
| Estado        | Gobernador electo          | Partido/Alianza                     | %     |
| ------------- | -------------------------- | ----------------------------------- | ----- |
| Amazonas      | José Bernabé Gutiérrez     | AD/Copei/ORA/PV/MIN/OPINA           | 43,68 |
| Anzoátegui    | David de Lima              | MAS/MVR/SI/URD/SI/GE                | 41,74 |
| Apure         | Luis Lippa                 | AD/Copei/PV/ID/Convergencia         | 48,37 |
| Aragua        | Didalco Bolívar            | MAS/MVR/PPT/PCV/BR/GE/MEP/URD/OPINA | 84,54 |
| Barinas       | Hugo de los Reyes Chávez   | MVR/MAS/SI/MEP/IPCN                 | 52,57 |
| Bolívar       | Antonio Rojas Suárez       | MVR/SI/MAS/BR/PCV/URD/MEP           | 63,68 |
| Carabobo      | Henrique Salas Feo         | PV/PC                               | 61,04 |
| Cojedes       | Jhonny Yánez Rangel        | MVR/MAS/PCV/GE/SI/PPT/MEP/OPINA     | 49,36 |
| Delta Amacuro | Yelitze Santaella          | MAS/PCV/SI/LCR/IPCN                 | 63,15 |
| Falcón        | Jesús Montilla             | MVR/MAS/PCV/PPT/MEP/GE              | 48,62 |
| Guárico       | Eduardo Manuitt            | PPT/MAS/PCV/BR/URD                  | 48,10 |
| Lara          | Luis Reyes Reyes           | MVR/OFM/PCV/SI/PPT/GE/MEP/OPINA/    | 62,07 |
| Mérida        | Florencio Porras           | MVR/MAS/PPT/SI/PCV/IPCN             | 48,47 |
| Miranda       | Enrique Mendoza            | Copei/EM/PJ/Chacao 92/OPINA/otros   | 64,81 |
| Monagas       | Guillermo Call             | AD/Convergencia/ABP/OPINA           | 41,25 |
| Nueva Esparta | Alexis Navarro             | MVR/MAS/GE/PCV/SI/PPT/IPCN          | 49,82 |
| Portuguesa    | Antonia Muñoz              | MVR/PCV/PPT/OPINA                   | 50,08 |
| Sucre         | Ramón Martínez             | MAS/MVR/LCR/SI/PCV/MEP/GE/IPCN      | 58,16 |
| Táchira       | Ronald Blanco La Cruz      | MAS/MVR/PPT/SI/BR/PCV/OPINA         | 50,03 |
| Trujillo      | Gilmer Viloria             | MVR/MAS/PCV/SI                      | 56,91 |
| Vargas        | Antonio Rodríguez San Juan | MVR/MAS/MEP/PCV/SI                  | 59,76 |
| Yaracuy       | Eduardo Lapi               | Convergencia/LAPY                   | 51,32 |
| Zulia         | Manuel Rosales             | UNT/SI/IPCN/MIN                     | 51,44 |

## Resultados por estado

### Amazonas
|  | 43.68 % |

|  | 42.78 % |

### Anzoátegui
|  | 41.74 % |

|  | 40.68 % |

### Apure
|  | 48.37 % |

|  | 44.17 % |

### Aragua
|  | 84.70 % |

|  | 10.60 % |

### Barinas
|  | 52.57 % |

|  | 36.38 % |

### Bolívar
|  | 63.75 % |

|  | 31.34 % |

### Carabobo
|  | 61.04 % |

|  | 38.09 % |

### Cojedes
|  | 49.24 % |

|  | 49.11 % |

### Delta Amacuro
|  | 63.15 % |

|  | 26.22 % |

### Falcón
|  | 48.59 % |

|  | 42.23 % |

### Guárico
|  | 48.59 % |

|  | 38.59 % |

### Lara
|  | 62.07 % |

|  | 35.63 % |

### Mérida
|  | 48.48 % |

|  | 47.70 % |

### Miranda
|  | 64.81 % |

|  | 33.76 % |

### Nueva Esparta
|  | 48.28 % |

|  | 47.31 % |

### Portuguesa
|  | 50.08 % |

|  | 45.07 % |

### Sucre
|  | 58.20 % |

|  | 41.17 % |

### Táchira
|  | 50.03 % |

|  | 43.62 % |

### Trujillo
|  | 56.91 % |

|  | 36.05 % |

### Vargas
|  | 59.76 % |

|  | 21.88 % |

### Yaracuy
|  | 51.32 % |

|  | 35.42 % |

### Zulia
|  | 51.44 % |

|  | 26.77 % |

## Alcaldes electos

### Distrito Capital
| Municipio  | Alcalde electo | Partido/Alianza         | %     |
| ---------- | -------------- | ----------------------- | ----- |
| Libertador | Freddy Bernal  | MVR/MAS/PCV/IPCN/GE/MEP | 50,06 |

### Amazonas
| Municipio    | Alcalde electo    | Partido/Alianza    | %     |
| ------------ | ----------------- | ------------------ | ----- |
| Alto Orinoco | Jaime Turón       | AD/ORA/Copei/Opina | 54,82 |
| Atabapo      | Nepomuceno Patiño | AD/Copei/ORA/Opina | 37,89 |
| Atures       | Ángel Rodríguez   | AD                 | 29,95 |
| Autana       | Bernabé Arana     | Puama/PPT          | 44,06 |
| Manapiare    | Benjamín Pérez    | Puama/PPT          | 62,09 |
| Maroa        | Antonio Briceño   | MVR/MAS/IPCN       | 52,78 |
| Río Negro    | Pedro Zerpa       | PPT/Puama          | 38,54 |

### Anzoátegui
| Municipio               | Alcalde electo         | Partido/Alianza         | %     |
| ----------------------- | ---------------------- | ----------------------- | ----- |
| Anaco                   | Jacinto Romero Luna    | Copei/JRL/PV/PPT/SI/URD | 36,74 |
| Aragua                  | Gilberto Cabrera       | SI                      | 36,04 |
| Bolívar                 | José Pérez Fernández   | MVR/MAS/EPA/GE          | 38,32 |
| Bruzual                 | José Gregorio García   | SI                      | 22,64 |
| Cajigal                 | Mardo Marcano          | MVR/PPT/MP/MAS          | 51,93 |
| Carvajal                | Octavio Romero         | LCR/MEP/BR              | 58,30 |
| Diego Bautista Urbaneja | Alexis Ortíz           | LCR/MIN/BR              | 31,86 |
| Freites                 | Antonio Barreto Sira   | AD/Freitesi/PV/Copei    | 59,96 |
| Guanipa                 | Fredy Arriojas         | MVR/MAS                 | 32,86 |
| Guanta                  | Luis Cardozo Belisario | ProGuan/SI/IzD/BR       | 30,02 |
| Independencia           | Aníbal Hernández       | A-1/LCR/SI              | 41,07 |
| Libertad                | Juan Carlos Guillent   | AD                      | 46,37 |
| McGregor                | Odocar Ramos           | AD/Copei                | 51,02 |
| Miranda                 | Lorenzo Rondón         | MAS/MVR                 | 51,59 |
| Monagas                 | Rafael Puerta          | Copei/LCR/PV            | 46,98 |
| Peñalver                | Francisco González     | AD/MIRA/URD/SI/PQAC     | 70,39 |
| Píritu                  | Freddy Curupe          | LCR/SI                  | 36,52 |
| San Juan de Capistrano  | José Ángel Bellorín    | MDD                     | 29,59 |
| Santa Ana               | Maximiliano Suquet     | AD/Copei                | 55,87 |
| Simón Rodríguez         | Ángel Godoy Chávez     | MVR/MAS                 | 43,15 |
| Sotillo                 | Nelson Moreno          | MVR/MAS/MEP/GE          | 44,82 |

### Apure
| Municipio       | Alcalde electo        | Partido/Alianza       | %     |
| --------------- | --------------------- | --------------------- | ----- |
| Achaguas        | Oswaldo Córdoba       | AD/Copei              | 52,65 |
| Biruaca         | Pedro Agrizones       | AD/Copei/IzD/PV/MDD   | 41,57 |
| Muñoz           | Raúl Franco           | AD/Copei              | 42,45 |
| Páez            | Jesús Rojas           | AD/Copei/IzD          | 42,58 |
| Pedro Camejo    | Jesús Pérez           | AD/Copei              | 54,60 |
| Rómulo Gallegos | Benicia Altuna        | Copei/AD              | 54,82 |
| San Fernando    | Freddy Ibáñez Pereira | AD/Copei/Convergencia | 39,20 |

### Aragua
| Municipio                   | Alcalde electo          | Partido/Alianza                       | %     |
| --------------------------- | ----------------------- | ------------------------------------- | ----- |
| Bolívar                     | César Barrera           | MAS/MVR/MIN                           | 58,29 |
| Camatagua                   | Rafael Eduardo Castillo | AD/UPID/AST/IzD/ROGE/Encuentro/MP/MIN | 54,78 |
| Francisco Linares Alcántara | Hugo Peña               | MAS                                   | 68,62 |
| Girardot                    | Humberto Prieto         | MVR/MAS/SC 95                         | 41,10 |
| José Ángel Lamas            | Nancy López             | Copei/PV/MEP                          | 20,74 |
| José Félix Ribas            | Luis Blanco             | MVR/MAS/MV2000/PPT/SI/GE              | 57,74 |
| José Rafael Revenga         | Juan Pablo Perdomo      | PR/PPT/GE/LCR/MIN/BR/IzD              | 40,01 |
| Libertador                  | Gonzálo Díaz Plaza      | MVR/MAS/QAP/PPN/URD/MR/MEP/Opina      | 54,37 |
| Mario Briceño Iragorry      | Pedro Maurera           | MVR/MAS/GE/MEP                        | 52,95 |
| Ocumare de la Costa de Oro  | Roberto Madero          | Copei/AD/Encuentro/ROGE/PV            | 38,21 |
| San Casimiro                | Luis Rodríguez          | Copei/AD/ROGE/PV/MIN/IzD/Encuentro    | 45,18 |
| San Sebastián               | Enrique Barrios         | AD/Copei                              | 34,72 |
| Santiago Mariño             | Efren Rodríguez         | LCR/ROGE/BR/IzD/MIN                   | 39,53 |
| Santos Michelena            | Reinaldo Lorca          | MAS/MVR/SI/MEP/GE                     | 57,65 |
| Sucre                       | Ivelisse Oliveros       | MVR/MAS/SI/VIP                        | 42,29 |
| Tovar                       | Alfredo Durr            | PPT                                   | 37,65 |
| Urdaneta                    | Sotero González         | Copei/ROGE/SI/ORA/PV/Encuentro        | 43,69 |
| Zamora                      | Stefano Mangione        | MVR/MAS/BR/MEP                        | 63,29 |

### Barinas
| Municipio                | Alcalde electo    | Partido/Alianza                        | %     |
| ------------------------ | ----------------- | -------------------------------------- | ----- |
| Alberto Arvelo Torrealba | Noel Zamudia      | MVR/MAS                                | 46,63 |
| Andrés Eloy Blanco       | Zulay Martínez    | MVR/MAS                                | 56,42 |
| Antonio José de Sucre    | Trino Hurtado     | AD/Copei/MiTrino/Convergencia          | 33,33 |
| Arismendi                | Nohelí Abreu      | AD/Copei/PFP/MUPA                      | 43,52 |
| Barinas                  | Julio César Reyes | MVR/MAS/OPC/REG98/SI/MEP/DR/IRENE/IPCN | 56,56 |
| Bolívar                  | Alberto Melean    | MVR/MAS/Motivo                         | 49,17 |
| Cruz Paredes             | Carlos Ramírez    | MVR/MAS                                | 48,75 |
| Ezequiel Zamora          | Levid Méndez      | MVR/MAS                                | 42,70 |
| Obispos                  | Luis Zambrano     | MVR/MAS                                | 39,83 |
| Pedraza                  | Frenchi Díaz      | AB2000/BR/BS21/DR                      | 38,32 |
| Rojas                    | Orlando Gómez     | MVR/MAS/SI/Motivo/CIC2000/MEP          | 41,34 |
| Sosa                     | Francisco Ramírez | MVR                                    | 30,42 |

### Bolívar
| Municipio         | Alcalde electo        | Partido/Alianza                      | %     |
| ----------------- | --------------------- | ------------------------------------ | ----- |
| Caroní            | Antonio Briceño       | MVR/PCV/BR                           | 46,20 |
| Cedeño            | Ismael Ortuño         | Miindiente/Convergencia/SI/MIG/ASD   | 36,76 |
| El Callao         | Coromoto Lugo         | LCR/Orinoco/Convergencia/NRD/PG      | 54,88 |
| Gran Sabana       | Ricardo Delgado       | Tannotei                             | 33,26 |
| Heres             | Lenin Figueroa        | MVR/MAS/LCR/VconLenin/BR/PCV/URD/MEP | 57,93 |
| Padre Pedro Chien | Frankli González      | SI/LCR/MRD/CD/IzD                    | 60,25 |
| Piar              | Americo de Grazia     | LCR/SM/BR/URD                        | 36,09 |
| Raúl Leoni        | Gilberto Villaroel    | PPT/MAS                              | 43,29 |
| Roscio            | Manuel González       | Renace/AD/Copei/M100/ORA             | 52,49 |
| Sifontes          | Carlos Chancellor     | LCR/Orinoco                          | 66,52 |
| Sucre             | Juan Carlos Figarella | MVR                                  | 35,94 |

### Carabobo
| Municipio      | Alcalde electo     | Partido/Alianza                                      | %     |
| -------------- | ------------------ | ---------------------------------------------------- | ----- |
| Bejuma         | José Moyejas       | PV/Usted                                             | 29,74 |
| Carlos Arvelo  | Danilo Montecalvo  | PV                                                   | 34,12 |
| Diego Ibarra   | Rafael Ruíz        | MVR/MAS/PCV/URD/MEP/SI                               | 53,68 |
| Guacara        | José Manuel Flores | MVR/SI/Vida/Fughi                                    | 34,89 |
| Juan José Mora | Nelly Colina       | PV                                                   | 23,56 |
| Libertador     | Argenis Loreto     | MVR/MAS/PCV/MEP                                      | 36,88 |
| Los Guayos     | Olivio Pinto       | MVR/MAS                                              | 37,34 |
| Miranda        | Fernando Jiménez   | SI/URI/MIPC/PCV/GE/LCR/NRD/MEP/Usted/Cadecide/Opina  | 32,36 |
| Montalbán      | Tulio Salvatierra  | Por mi Pueblo                                        | 22,36 |
| Naguanagua     | Julio Castillo     | PV                                                   | 33,35 |
| Puerto Cabello | Osmel Ramos        | MVR/MAS/Convergencia                                 | 39,13 |
| San Diego      | José Gregorio Ruiz | Seguimos/FP/LaFuerzaG/LM Gente/URI/AMI/ORA/Encuentro | 30,99 |
| San Joaquín    | César Hernández    | MAS/MVR/PPT                                          | 28,36 |
| Valencia       | Francisco Cabrera  | Conpaco/MAS/LCR/Cadecide/AMI/PPT/SI/IPCN/ORA/Opina   | 65,82 |

### Cojedes
| Municipio                | Alcalde electo        | Partido/Alianza                                | %     |
| ------------------------ | --------------------- | ---------------------------------------------- | ----- |
| Anzoátegui               | Luis Lináres          | AD/MCAC/PCMI/ORA/MIN/IzD/PM/MR                 | 56,20 |
| Falcón                   | Dimas Ramos           | MVR/MAS/MIC/PCV/SI/Ianco/MEP                   | 42,18 |
| Girardot                 | Gustavo Guillén       | AD                                             | 40,66 |
| Lima Blanco              | Moraima Machado       | AD/MIN/MR                                      | 42,34 |
| Pao de San Juan Bautista | Juan Aparicio         | MRP2000                                        | 43,74 |
| Ricaurte                 | Violeta Montoya       | AD/Eindporr/MIN                                | 53,63 |
| Rómulo Gallegos          | Alberto Molina        | IAP/IPV/IzD/MIN                                | 40,75 |
| San Carlos               | José Jesús Betancourt | Fric/MAS/PCV/PPT/SI/Active/BR/MEP/NRD/Opina/GE | 48,41 |
| Tinaco                   | Enrique Centeno       | Copei/AD/MIT200/MR/MOCI                        | 30,14 |

### Delta Amacuro
| Municipio    | Alcalde electo    | Partido/Alianza                   | %     |
| ------------ | ----------------- | --------------------------------- | ----- |
| Antonio Díaz | Amado Heredia     | MAS/MIIO/IPCN/NRD                 | 63,61 |
| Casacoima    | José Flores       | MAS/BR/AA/IPCN                    | 32,95 |
| Pedernales   | Cristóbal Jiménez | MAS/PCV                           | 32,39 |
| Tucupita     | Juan González     | MAS/PCV/PN/IPCN/DPD/Agrupa/MID/AA | 36,83 |

### Falcón
| Municipio         | Alcalde electo         | Partido/Alianza                       | %     |
| ----------------- | ---------------------- | ------------------------------------- | ----- |
| Acosta            | Francis Arias          | AD/PV/ORA                             | 37,48 |
| Bolívar           | Wilfredo Romero        | AD                                    | 42,06 |
| Buchivacoa        | José Estéban Díaz      | AD                                    | 45,04 |
| Cacique Manaure   | Ángel Henriquez        | Yaracal/AD/Tu Camino                  | 30,56 |
| Carirubana        | Luis Marcano           | MVR/PCV/NRD/MEP                       | 45,08 |
| Colina            | Ángel Villegas         | Copei/URD                             | 47,02 |
| Dabajuro          | Jesús Reyes            | MIDA/AD/MAS/Drep/Asi Popo             | 53,53 |
| Democracia        | Ramades López          | AD                                    | 53,70 |
| Falcón            | Harold Dávila          | Copei/ORA                             | 48,44 |
| Federación        | Elisanower de Pool     | AD/Copei/Eleinfed/ORA                 | 54,12 |
| Jacura            | Ángel Valentín Coronel | Copei/IzD/Triple C/Tu Camino          | 35,30 |
| Los Taques        | Alexis Acosta          | AD/Falconia/PV                        | 47,06 |
| Mauroa            | Tarcisio Martínez      | AD                                    | 29,58 |
| Miranda           | Rafael Pineda          | MVR/SI/PCV/GE/MEP                     | 25,99 |
| Monseñor Iturriza | Jesús Yánez            | PV/AD                                 | 29,40 |
| Palmasola         | Ricardo Castro         | Copei/AD/Castro                       | 35,86 |
| Petit             | Martín Humbria         | Copei/PV/URD/Triple C                 | 35,66 |
| Píritu            | Carlos Brett           | MVR                                   | 33,04 |
| San Francisco     | José Luis Peña         | Copei/IzD                             | 60,22 |
| Silva             | Osnel Arnias           | MOIS/Copei/AD/MinSilva/MIRE/Tu Camino | 38,74 |
| Sucre             | Pedro Morillo Graterol | Copei/AD                              | 44,18 |
| Tocópero          | José Ramón González    | UP Tocopero/Copei                     | 56,75 |
| Unión             | Alfonso Andrade        | Copei                                 | 39,04 |
| Urumaco           | Elys Ramón Castillo    | AD/Tu Camino/IzD/BR/PB/LCR            | 56,93 |
| Zamora            | Orlando Millán         | AD/IzD/Tu Camino                      | 38,74 |

### Guárico
| Municipio                | Alcalde electo   | Partido/Alianza                            | %     |
| ------------------------ | ---------------- | ------------------------------------------ | ----- |
| Camaguán                 | Ramiro Orna      | AD/PV/MR2000 200                           | 48,82 |
| Chaguaramas              | Carlos Jiménez   | PPT/MAS/MinProCha/Convergencia/PCV/UPLP/SI | 53,96 |
| El Socorro               | Jorge Luis Pinto | PPT                                        | 51,75 |
| José Félix Ribas         | Pablo Cabeza     | PPT/MAS/PCV/BR                             | 44,40 |
| José Tadeo Monagas       | José García      | MAS/PPT/BR/SI                              | 27,78 |
| Juan Germán Roscio       | Virgilio Giunta  | PPT/BR/MAS/PCV/MovRosciano/Otros           | 38,90 |
| Julián Mellado           | Magdalena Dumith | AD/PV/MR2000 200/Patriotas/MISSigloXXI/ORA | 29,94 |
| Las Mercedes             | Raúl Carballo    | PPT/MAS/UPLP                               | 36,45 |
| Leonardo Infante         | Valmore García   | PPT/MAS/UPLP/BR                            | 45,94 |
| Pedro Zaraza             | David Fares      | PPT/MAS/Organiza/BR/NH/UPLP                | 48,82 |
| Miranda                  | Gabriel González | PPT/MAS/UPLP/BR/PCV/NH                     | 31,88 |
| Ortiz                    | Emilio Donaire   | AD                                         | 44,72 |
| San Gerónimo de Guayabal | Vidal Seijas     | AD/Copei/PV/MR2000 200                     | 43,92 |
| San José de Guaribe      | Ángel Alvelaez   | FIP                                        | 57,00 |
| Santa María de Ipire     | Guillermo Cedeño | PPT                                        | 51,75 |

### Lara
| Municipio          | Alcalde electo       | Partido/Alianza                                  | %     |
| ------------------ | -------------------- | ------------------------------------------------ | ----- |
| Andrés Eloy Blanco | Daniel Quiñonez      | Copei/Pelsa                                      | 37,54 |
| Crespo             | Miguel Valecillos    | MVR/OFM                                          | 34,22 |
| Iribarren          | Henri Falcón         | MVR/OFM/PCV/GE/NRD/Opina/GROI                    | 51,61 |
| Jiménez            | Manuel Díaz          | AD                                               | 48,36 |
| Morán              | Pedro Alastre López  | MVR/OFM/Moran/PCV/GE                             | 54,24 |
| Palavecino         | Diego Antonio Rivero | MVR/OFM/BR/PCV/GE                                | 43,19 |
| Simón Planas       | Naudy Ledezma        | Nacer/MAS/GERA/PPT/LCR/EP/ORA/MEP                | 33,25 |
| Torres             | Javier Oropeza       | MVR/OFM/LCR/MIN/Opina/GE/NRD                     | 46,20 |
| Urdaneta           | Willians Ereu        | OFM/MAS/Urdaneta/Convergencia/MDD/LCR/PPT/MEP/SI | 43,77 |

### Mérida
| Municipio               | Alcalde electo          | Partido/Alianza                            | %     |
| ----------------------- | ----------------------- | ------------------------------------------ | ----- |
| Alberto Adriani         | Luis Rojas              | MVR/MAS                                    | 50,27 |
| Andrés Bello            | Ramón Lobo              | MVR/MAS/SI                                 | 53,93 |
| Antonio Pinto Salinas   | Alexi Rodríguez         | MVR/MAS/PCV/MEP                            | 50,64 |
| Aricagua                | Nelson Jesús Márquez    | AD                                         | 65,28 |
| Arzobispo Chacón        | Gerardo Durán           | Copei/AD                                   | 57,42 |
| Campo Elías             | Jesús Abreu             | MVR/SI/PCV/IPCN                            | 39,04 |
| Caracciolo Parra Olmedo | Yaritza Romero          | MVR/MAS/SI/IPCN/MEP                        | 49,98 |
| Cardenal Quintero       | Pedro Rivas             | CQ 2000                                    | 45,27 |
| Guaraque                | Rosmel Javier Sánchez   | Copei/AD                                   | 51,80 |
| Julio César Salas       | Antonio Vielma          | AD                                         | 51,78 |
| Justo Briceño           | Victor Matheus          | Copei/AD                                   | 65,31 |
| Libertador              | Carlos Belandria        | AD/Copei/ASD/ConstruMérida/Parcimer/RC/CUP | 41,39 |
| Miranda                 | Ibrahim Ramírez         | AD                                         | 40,66 |
| Obispo Ramos de Lora    | Humberto Gómez          | MVR                                        | 48,84 |
| Padre Noguera           | Albidio Torres          | AD/UniCaparo                               | 33,76 |
| Pueblo Llano            | Antonio Santiago        | MoPrdPLL                                   | 48,93 |
| Rangel                  | Alexander José Quintero | MVR/MAS                                    | 50,99 |
| Rivas Dávila            | Carlos Pérez            | MVR/MIPO/MAS/SI/MEP                        | 56,10 |
| Santos Marquina         | Carlos Parra            | AD/Alianza Santos                          | 47,51 |
| Sucre                   | Diego José Duarte       | Copei/AD                                   | 41,24 |
| Tovar                   | Ruben Morales           | MVR/MAS/PCV/SI/IPCN/MEP                    | 42,56 |
| Tulio Febres Cordero    | Arquimides Balza        | Copei/Importufecor                         | 34,01 |
| Zea                     | Fredy Guedez            | Copei/AD/Reto Popular                      | 64,66 |

### Miranda
| Municipio       | Alcalde electo             | Partido/Alianza                                           | %     |
| --------------- | -------------------------- | --------------------------------------------------------- | ----- |
| Acevedo         | Vicente Apicella           | EM/Copei/PJ/SI/A Todo Tren/Otros                          | 24,26 |
| Andrés Bello    | Emilio Peña                | Copei/EM/CUP/PJ/LCR/Apertura/Convergencia/M. Madera/Otros | 39,59 |
| Brión           | Ramón Ramos                | Copei/GEFIN/EM/M Madera/TM/MIPREA/Otros                   | 22,92 |
| Baruta          | Henrique Capriles Radonsky | PJ/PV/ABP/IzD/ASD/MDA                                     | 62,99 |
| Buroz           | Ramón Gómez Serrano        | MAS/MVR/FUCI/IPCN                                         | 27,62 |
| Carrizal        | Orlando Urdaneta           | MVR/PCV/MEP                                               | 26,78 |
| Chacao          | Leopoldo López             | PJ/CUP/Chacao en Vivo/MIVE/ASD/MDD/Momento Ciudadano      | 51,05 |
| Cristóbal Rojas | Marisela de Brito          | MVR/IPCN/SI/GE                                            | 49,68 |
| El Hatillo      | Alfredo Catalán            | PV/IzD/SI/F1/MIN/MDD/AI/Realci/Otros                      | 45,64 |
| Guaicaipuro     | Raúl Salmerón              | MVR/PCV                                                   | 49,82 |
| Independencia   | Wilmer Salazar             | MVR/MAS/SI/ID/MUN/FUCI                                    | 52,02 |
| Lander          | Manuel García              | AD/PV/OCEA/IPCN/AMI/Encuentro/Tuy SigloXXI/Otros          | 55,14 |
| Los Salias      | Juan Fernández             | PJ/EM/Copei/LCR/CUP/PQAC/TM/Pana/AMI/FP/URD/Otros         | 47,39 |
| Páez            | Emilio Ruíz                | AD/IzD/FP                                                 | 28,04 |
| Paz Castillo    | Elio Serrano               | MVR/MAS/SI/Realci/Pana/Motredic                           | 51,29 |
| Pedro Gual      | Lenis Landaeta             | Copei/EM/PJ/MIVE/M. Madera/La Llave/TM                    | 35,66 |
| Plaza           | Willian Páez               | MVR/MAS/PCV                                               | 54,34 |
| Simón Bolívar   | Armando Vargas             | MVR/MAS                                                   | 30,33 |
| Sucre           | José Vicente Rangel Ávalos | MVR/MAS/PCV/SI/Por Miranda/Chacao Emergente/MEP           | 29,98 |
| Urdaneta        | Jorge Castro               | MVR                                                       | 35,80 |
| Zamora          | Gerardo Rojas              | MVR                                                       | 30,80 |

### Monagas
| Municipio       | Alcalde electo        | Partido/Alianza                                              | %     |
| --------------- | --------------------- | ------------------------------------------------------------ | ----- |
| Acosta          | José Guaimare         | IDEA/MAS/Mi Gato/PCV/Copei/GE/BR/PPT/SI/NRD                  | 51,14 |
| Aguasay         | Hiromides Pierluissi  | AD                                                           | 51,18 |
| Bolívar         | Edwin Freites         | MVR                                                          | 40,09 |
| Caripe          | Hermes Torrivilla     | AD/Opción/CUP/RC                                             | 46,56 |
| Cedeño          | Domingo Pedemonte     | Mi Gato/MAS/PPT/GE/SI/NRD                                    | 63,09 |
| Ezequiel Zamora | Antonio Astudillo     | AD/Convergencia/CUPNIPEP/APRO/RC                             | 38,76 |
| Libertador      | César Lugo            | AD/NFG/Convergencia/TPT/RC/Opina/CUP/Encuentro/ASD/ABP/Otros | 46,23 |
| Maturín         | Domingo Urbina        | AD/Convergencia/MDA//VOI/ABP/APRO/CUP/NFG/FM/Opina/RC/Otros  | 40,34 |
| Piar            | Ramón Fuentes         | Mi Gato/PCV/PPT/SI/NRD/GE                                    | 42,95 |
| Punceres        | Tirso Sosa            | AD                                                           | 31,33 |
| Santa Bárbara   | Ángel Luis Pérez      | MISTER/MVR/Mi Gato/OCIM/PCV/PPT/SI/NRD/GE                    | 52,94 |
| Sotillo         | Humberto Rascanelli   | MVR/MAS/Mi Gato/PPT/PCV/SI/GE                                | 43,91 |
| Uracoa          | Luis Rodríguez Vicuña | UPU/MVR/MAS/Copei/Mi Gato/VM/Convergencia/PCV/PPT/MEP/RC/NFG | 64,84 |

### Nueva Esparta
| Municipio            | Alcalde electo         | Partido/Alianza                                          | %     |
| -------------------- | ---------------------- | -------------------------------------------------------- | ----- |
| Antolín del Campo    | Rafael Salazar         | PPT/NGI/GE/IS/IPCN                                       | 26,11 |
| Arismendi            | Manuel Antonio Narváez | BREA/Copei/IzD                                           | 35,87 |
| Antonio Díaz         | Arístides Bermúdez     | MRA/URD/FP                                               | 32,82 |
| García               | Arsenio Rodríguez      | Copei/MRA/IzD/PV/MAR                                     | 25,27 |
| Gómez                | Sabas Rodríguez        | AD/Copei                                                 | 37,76 |
| Maneiro              | Orlando Ávila          | AD/URD/ORA/SOID siglo XXI/FP/RC                          | 32,41 |
| Marcano              | José Díaz              | AD/AMOR/Copei/MRA/URD/PQAC/FP/FIODE/SOID siglo XXI/Otros | 47,61 |
| Mariño               | Eligio Hernández       | AD/Copei/PQAC/MRA/RC/URD/FD/FP/CUP/FII/Opina             | 31,46 |
| Península de Macanao | Diomedes Gómez         | AD/GM2000/MIRA/Copei/ORA                                 | 47,55 |
| Tubores              | Yraima Vásquez         | AD/Copei/MRA/IzD/RC                                      | 42,78 |
| Villalba             | José María Fermín      | PRIMCO/PQAC/CUP/Opina                                    | 32,92 |

### Portuguesa
| Municipio                     | Alcalde electo    | Partido/Alianza                                                  | %     |
| ----------------------------- | ----------------- | ---------------------------------------------------------------- | ----- |
| Agua Blanca                   | Rafael Biscardi   | AD/El Poder/MIAB/ICLMA                                           | 49,80 |
| Araure                        | Armando Rodríguez | ARMANDO/MAS/Copei/Convergencia/FPC/MDD/GE/SI/IPCN/FSP            | 47,97 |
| Esteller                      | Damacio Ramos     | MAS/Convergencia/URD/SI/DPD/FSP/IPCN/GE/MEP                      | 36,87 |
| Guanare                       | Jesús Vela Burgos | AD/Copei/Convergencia/PV                                         | 37,85 |
| Guanarito                     | Luis García       | MIGDE                                                            | 31,02 |
| Monseñor José Vicente de Unda | Eduardo Barrios   | AD                                                               | 57,41 |
| Ospino                        | Amilkar Pérez     | MVR/PIND/MODA/PCV/PPT                                            | 50,71 |
| Páez                          | Douglas Pérez     | MVR/NRD                                                          | 29,21 |
| Papelón                       | Alirio Bonilla    | AD/FPC/Convergencia                                              | 52,90 |
| San Genaro de Boconoíto       | Armando Rivas     | MAS/FIOPP/PPT/DDP/LCR/MCG/URD/SI/FSP/IPCN/MEP                    | 63,65 |
| San Rafael de Onoto           | Tomás Pérez       | Independiente(Iniciativa Propia)                                 | 40,55 |
| Santa Rosalía                 | Marcos Barrientos | AD/Convergencia                                                  | 44,55 |
| Sucre                         | Jóbito Villegas   | Copei/MAS/Convergencia/GETG/PV/MEP/IPCN/MINV/GE/LCR/MCG/SI/Otros | 56,75 |
| Turén                         | Fermín Aguilera   | MVR                                                              | 29,42 |

### Sucre
| Municipio            | Alcalde electo         | Partido/Alianza                                                    | %     |
| -------------------- | ---------------------- | ------------------------------------------------------------------ | ----- |
| Andrés Eloy Blanco   | Amilcar Carballo       | AD/Opción/Copei/CUP/SUCRE/IPRSA/Pacífico                           | 58,13 |
| Andrés Mata          | Pedro Guzmán           | PDI/MVR/MAS/ASIS/PPT/MEP/Copei/GE                                  | 54,39 |
| Arismendi            | Argenis Marín          | MAS/PPT/MVR/MEP/ASIS/LCR/BR/PCV/99/PIO/GE                          | 62,93 |
| Benítez              | Amalio Emilio Rojas    | AD                                                                 | 41,44 |
| Bermúdez             | Claudio Marín          | AD/ABP/Copei/URD/GE/Convergencia/Opción/ASD/ORA/MPI                | 41,54 |
| Bolívar              | Héctor José García     | IPCN/Copei/MIMA/SI/Condupirsa/GE                                   | 39,84 |
| Cajigal              | Algencio Monasterio    | MVR                                                                | 48,55 |
| Cruz Salmerón Acosta | Luis Ramón Noriega     | MON/Encuentro/GE                                                   | 34,13 |
| Libertador           | Manuel Ferrer          | AD/Opción                                                          | 55,78 |
| Mariño               | José Miguel Barreto    | AD/Copei/URD                                                       | 51,20 |
| Mejía                | Yonny Patiño           | MAS/GE/Copei/MEP/IPCN/BR/PPT/IzD/SI/Convergencia                   | 53,34 |
| Montes               | Luis Gervacio González | AD/IPRS/Apertura/CUP/SUCRE/ABP/APRO/Pacífico/MDA/Otros             | 36,82 |
| Ribero               | Nerva Antúnez          | AD/Opción/IPRS/MDA/URD/SUCRE/Encuentro/Apertura/ABP/Pacífico/Otros | 35,85 |
| Sucre                | Ramiro Gómez           | AD/PV/Opción/Apertura/SUCRE/CEA/IPRS/ConSucre/Encuentro/CUP/Otros  | 48,62 |
| Valdez               | Régulo Sucre           | MAS/PPT/NIV/IPCN                                                   | 25,85 |

### Táchira
| Municipio              | Alcalde electo    | Partido/Alianza                                                          | %     |
| ---------------------- | ----------------- | ------------------------------------------------------------------------ | ----- |
| Andrés Bello           | Dionel Chacón     | Copei/CURA/Tuclas/Deportistas/POETA/RC/Cordialidad/VotaUnidos/Otros      | 31,08 |
| Antonio Rómulo Costa   | Rigoberto Ovallos | PPT/MPRM                                                                 | 57,10 |
| Ayacucho               | Gabino Paz        | Copei                                                                    | 41,88 |
| Bolívar                | Ramón Vivas       | Copei/Coparco/CURA/INITA/Deportistas/Tuclas/Cordialidad/PPA/Otros        | 35,79 |
| Cárdenas               | Jesús Zamora      | Copei/Movipart                                                           | 45,27 |
| Córdoba                | Richard Barrera   | MVR/PCV                                                                  | 37,49 |
| Fernández Feo          | Emma Laporta      | OPIMFF                                                                   | 25,23 |
| Francisco de Miranda   | Lubín Carrero     | AD                                                                       | 53,01 |
| García de Hevia        | Iván Rincón       | MAS/PCV                                                                  | 40,66 |
| Guásimos               | Uliperes Chacón   | PDP/MPI/SI/LCR                                                           | 35,50 |
| Independencia          | Luis Mendoza      | MVR                                                                      | 32,29 |
| Jáuregui               | Macario Sandoval  | MAS                                                                      | 44,12 |
| José María Vargas      | Eligio Chacón     | AD                                                                       | 56,23 |
| Junín                  | Luis Valladares   | MAS/NRD/LCR/FPJ/SI/Yo Existo                                             | 25,88 |
| Libertad               | Gustavo Moncada   | Copei/CURA/Moparmuli/POETA/Coparco/Cordialidad/Deportistas/Otros         | 42,86 |
| Libertador             | Orlando González  | Copei/Deportistas/CURA/Cordialidad/PPA/ASIR/POETA/INITA/Otros            | 28,50 |
| Lobatera               | Oswaldo Ramírez   | AD/MEPI/AIML                                                             | 42,65 |
| Michelena              | Ely Pernía        | MVR/MAS                                                                  | 31,14 |
| Panamericano           | Ciro Garodalo     | Copei/CURA/Deportistas/ASIR/RC/Cordialidad/Tuclas/VotaUnidos/Otros       | 32,32 |
| Pedro María Ureña      | Jesús Mendoza     | MVR                                                                      | 26,92 |
| Rafael Urdaneta        | Isidoro Ruíz      | Copei/PV/CURA/Cordialidad/Tuclas/PPA/POETA/RC/INITA/Deportistas/Otros    | 59,18 |
| Samuel Darío Maldonado | Alejandro Prada   | Copei/IzD/Deportistas/VotaUnidos/MPI/RC/POETA/CURA/Convergencia/Otros    | 43,64 |
| San Cristóbal          | William Méndez    | Copei/Deportistas/CURA/Cordialidad/VotaUnidos/Convergencia/Otros         | 27,53 |
| San Judas Tadeo        | Gilberto Paz      | Copei/CURA/PPA/Deportistas/Cordialidad/POETA/Coparco/MJPT/INITA/Otros    | 37,81 |
| Seboruco               | Evelio Pérez      | Copei/Cordialidad/CURA/MJPT/Deportistas/VotaUnidos/POETA/Coparco/ASIR    | 64,22 |
| Simón Rodríguez        | Francisco Márquez | Copei/Deportistas/RC/INITA/PPA/Convergencia/CURA/VotaUnidos/Tuclas/Otros | 67,28 |
| Sucre                  | Delfín Sánchez    | Copei/INITA/Deportistas/VotaUnidos/POETA/CURA/ASIR/Cordialidad/Otros     | 55,17 |
| Torbes                 | Manuel Peñaloza   | MVR                                                                      | 43,00 |
| Uribante               | Braudilio Carrero | Copei/PV/CURA/RC/VotaUnidos/Deportistas/PPA/POETA/Cordialidad/Otros      | 42,20 |

### Trujillo
| Municipio                     | Alcalde electo       | Partido/Alianza                                               | %     |
| ----------------------------- | -------------------- | ------------------------------------------------------------- | ----- |
| Andrés Bello                  | Freddy Morales       | FM2000/MEP/Voluntariado/LCR/SI/PV/ORA/IzD                     | 39,92 |
| Boconó                        | Marcos Gustavo Ojeda | MVR/MAS/PCV                                                   | 64,70 |
| Bolívar                       | Pedro Elías Montilla | MVR/MAS/PCV                                                   | 43,19 |
| Candelaria                    | Olida Ochoa          | AD/Encuentro/FT/CFPI                                          | 45,67 |
| Carache                       | Miguel Rincón        | AD/Copei/CFPI/Encuentro                                       | 53,70 |
| Escuque                       | José Antonio Puche   | AD/FT/CFPI/Encuentro                                          | 34,17 |
| José Felipe Márquez Cañizales | Isolina Leal         | AD                                                            | 58,55 |
| Juan Vicente Campos Elías     | Dilcia Rojas         | AD/Copei/FT                                                   | 54,03 |
| La Ceiba                      | Mauro Cañizalez      | AD/FT/Encuentro/CFPI                                          | 52,52 |
| Miranda                       | Domingos de Abreu    | Pronuefum/PPT/PV/Voluntariado/LCR                             | 36,16 |
| Monte Carmelo                 | Wuilmer Delgado      | AD                                                            | 47,46 |
| Motatán                       | Heriberto Tapias     | Caña, Piña y Tambor/G. Cóndor/Morpro/Voluntariado/LCR/ORA/IzD | 50,92 |
| Pampán                        | Hermes Alvarado      | MVR                                                           | 36,36 |
| Pampanito                     | Luis Emilio Cordero  | MVR/MAS                                                       | 58,57 |
| Rafael Rangel                 | Elvis Vielma         | MVR/MAS/PCV                                                   | 38,69 |
| San Rafael de Carvajal        | Marcos Montilla      | Copei/Encuentro/SI/CFPI                                       | 47,58 |
| Sucre                         | Manuel Montero       | MVR/TPS/SI/MAS/PCV                                            | 64,24 |
| Trujillo                      | Rafael Martorelli    | MVR/MAS/PCV                                                   | 53,05 |
| Urdaneta                      | Reinaldo Briceño     | MVR/MAS                                                       | 50,92 |
| Valera                        | Alí Quintero         | MVR/MAS/PCV/SI                                                | 61,95 |

### Vargas
| Municipio | Alcalde electo       | Partido/Alianza        | %     |
| --------- | -------------------- | ---------------------- | ----- |
| Vargas    | Jaime Barrios Morfee | MVR/MAS/MEP/PCV/SI/NRD | 50,88 |

### Yaracuy
| Municipio          | Alcalde electo       | Partido/Alianza             | %     |
| ------------------ | -------------------- | --------------------------- | ----- |
| Arístides Bastidas | Franklin Montero     | Convergencia/AD/LAPY/PV     | 44,78 |
| Bolívar            | Olga Lidia Gómez     | AD/Convergencia/MI2000/LAPY | 42,51 |
| Bruzual            | Biaggio Pirieli      | Convergencia/LAPY/ASI2000   | 42,17 |
| Cocorote           | Edward Capdevielle   | C2000/JPC/Copei/SI/GE       | 48,20 |
| Independencia      | Carlos Giménez       | MAS/MVR                     | 47,45 |
| José Antonio Páez  | Sixto Meléndez       | AD/Copei                    | 63,78 |
| La Trinidad        | César Pérez Martínez | Convergencia/AD/LAPY        | 49,84 |
| Manuel Monge       | Pedro Rodríguez      | Copei/Convergencia/LAPY     | 60,20 |
| Nirgua             | Ricardo Mendoza      | Convergencia/AD/LAPY        | 29,11 |
| Peña               | Filippo Lapi         | Convergencia/LAPY           | 44,21 |
| San Felipe         | Victor Moreno        | Convergencia/LAPY           | 39,39 |
| Sucre              | Rosalbo Liscano      | PPT/FSVC                    | 30,95 |
| Urachiche          | Gerardo Sánchez      | Copei/AD/MAS/SI/GE/Opina    | 39,50 |
| Veroes             | Santos Aguilar       | MVR/SOL/GE/MEP              | 45,53 |

### Zulia
| Municipio               | Alcalde electo         | Partido/Alianza                                               | %     |
| ----------------------- | ---------------------- | ------------------------------------------------------------- | ----- |
| Almirante Padilla       | Heli Espina            | UNT/Copei/AD/Ciud. en Acción/OFI/APD                          | 59,98 |
| Baralt                  | Ramón Bracho           | AD/AsoCampo/Encuentro/MOV20                                   | 39,14 |
| Cabimas                 | Hernan Alemán          | UNT/AD/PV/Ciud. en Acción/MPC/MIN                             | 45,29 |
| Catatumbo               | Jairo Valbuena Ledezma | AD/UNT                                                        | 49,62 |
| Colón                   | Carlos Buttaci         | Todos por Colón/AD/UNT/AVecinal                               | 49,65 |
| Francisco Javier Pulgar | Freddy Gómez           | AD/UNT/OPIN2000/Copei                                         | 66,24 |
| Jesús Enrique Losada    | Mario Urdaneta         | AD/Encuentro                                                  | 45,88 |
| Jesús María Semprún     | Teófilo Durán          | UNT                                                           | 43,79 |
| La Cañada de Urdaneta   | Nidia Gutiérrez        | AD/UNT/Copei/PV/Encuentro/MIN/Mogrivec                        | 81,16 |
| Lagunillas              | Mervin Méndez          | Copei/UNT/UPL/GIP Lagunillas/SI/Encuentro/MIN/Ciud. en Acción | 46,33 |
| Machiques de Perijá     | Alfonso Márquez        | AD/Encuentro/Ciuprocam                                        | 42,12 |
| Mara                    | Salvador Spinello      | UNT/AD/SI/PQAC/APD                                            | 41,20 |
| Maracaibo               | Gian Carlo Di Martino  | UNT/OFI/CUP/MOV20/MIN/ORA/APD                                 | 56,05 |
| Miranda                 | Carlos Barboza         | AD/PQAC/CUP/ORA/Mov. Nuevespci/Mov. Reevec/Mov. Nuevcamso     | 28,52 |
| Páez                    | Eduardo González       | AD/UNT/Massachon                                              | 33,00 |
| Rosario de Perijá       | Baldemar Sandoval      | Mov. Perijá/LCR/MEP/MIN/Ciud. en Acción/APD                   | 49,20 |
| San Francisco           | Saady Bijani           | Copei/SF2000/UNT/IzD/Encuentro/Jóvenes2000/MANA/Otros         | 43,93 |
| Santa Rita              | Alenis Guerrero        | AD/UNT/UPSR/MSR2000/ORA/Encuentro/MIN/CUP/JEA                 | 61,52 |
| Simón Bolívar           | Franklin Duno          | Copei/ASI2000/AD/BR/ORA/Nvo Amanecer/Ciud. en Acción          | 43,02 |
| Sucre                   | Gonzálo Trujillo       | UNT/AD/SST                                                    | 37,72 |
| Valmore Rodríguez       | Ender José Pino        | AD/UNT/Jóvenes Ind./Copei/ORA                                 | 35,51 |

## Gobernaciones y Alcaldías por partido político
Los datos que se presentan a continuación corresponden al resumen del número de alcaldías obtenidas por los partidos políticos, sin que ello implique la militancia del candidato electo a la organización política. Del total de 335 municipios venezolanos en 281 obtuvieron el triunfo partidos políticos nacionales y 54 organizaciones regionales.
| Partido político                         | Número de gobernaciones | Número de alcaldías |
| ---------------------------------------- | ----------------------- | ------------------- |
| Partidos políticos nacionales            |                         |                     |
| Acción Democrática                       | 3                       | 91                  |
| Movimiento V República                   | 12                      | 80                  |
| Copei                                    | 1                       | 49                  |
| Movimiento al Socialismo                 | 3                       | 20                  |
| Patria Para Todos                        | 1                       | 15                  |
| La Causa R                               |                         | 7                   |
| Proyecto Venezuela                       | 1                       | 6                   |
| Convergencia                             | 1                       | 6                   |
| Solidaridad Independiente                |                         | 4                   |
| Independientes por la Comunidad Nacional |                         | 1                   |
| Movimiento por la Democracia Directa     |                         | 1                   |
| Renace                                   |                         | 1                   |
| Partidos políticos regionales            |                         |                     |
| Un Nuevo Tiempo                          | 1                       | 6                   |
| Primero Justicia                         |                         | 3                   |
| Movimiento Independiente Ganamos Todos   |                         | 2                   |
| Pueblos Unidos Multiétnicos de Amazonas  |                         | 2                   |
| Conpaco                                  |                         | 1                   |
| Electores de Miranda                     |                         | 1                   |
| Movimiento Regional de Avanzada          |                         | 1                   |
| Organización Fuerza en Movimiento        |                         | 1                   |
| Otros partidos regionales                |                         | 36                  |
| Iniciativa Propia                        |                         | 1                   |
| Total                                    | 23                      | 335                 |